# Стромберг, Ульрика Катарина
Ульрика Катарина Стромберг (швед. Ulrica Catharina Stromberg, урождённая Левенгаупт (швед. Lewenhaupt); 1710—1777), — шведская придворная дама. С 1754 по 1761 год она служила обер-гофмейстериной (швед. överhovmästarinna) при королеве Швеции Луизе Ульрике Прусской.
Ульрика Катарина Левенгаупт родилась в семье графа Карла Юлиуса Левенгаупта и Кристины Густавианы Хорн аф Мариенборг. Она вышла замуж за риксрода графа Класа Стромберга в 1732 году. В этом браке родилась одна дочь. Стромберг служила фрейлиной (швед. hovfröken) шведской королевы Ульрики Элеоноры до её замужества, с 1726 по 1732 год. В 1754 году, когда Карл Густав Тессин и Ульрика Тессин потеряли свои придворные должности соответственно королевского губернатора и правительницей гардеробной, Клас Стромберг и Ульрика Катарина Стромберг заменили их на этих должностях. Ульрика Катарина служила правительницей гардеробной королевы Луизы Ульрики в течение семи лет до 1761 года, когда она покинула свою должность, которую заняла Ульрика Юлиана Юлленшерна.
Пять лет спустя, в 1766 году, Стромберг была временно назначена правительницей гардеробной новой наследной принцессы Дании Софии Магдалены, которая прибыла в Швецию, чтобы выйти замуж за Густава III в том же году. Ей было поручено возглавить формирующийся шведский двор новой кронпринцессы по прибытии её в Хельсингборг, а затем сопровождать её во время пути через Швецию на свадьбу в Стокгольм, после чего Ульрику Катарину сменили постоянная правительница гардеробной Анна Мария Ярне и её заместительница Эрнестина Пальмфельт. Однако за время своей недолгой службы Стромберг произвела на Софию Магдалену такое хорошее впечатление, что она часто упоминала о её хороших качествах в разговоре с другими и неоднократно выражала желание навестить её (просьбы, которые, однако, были отклонены Луизой Ульрикой Прусской).
Во время революции 1772 года королева София Магдалена призналась Анне Марии Ярне, что боится, что теперь уже всесильный монарх разведётся с ней, потому что она знала, что он не любит её из-за того, что она не могла родить ему ребёнка, а также потому что на неё клеветали перед королём. Король Густав III был проинформирован об этом и подтвердил Акселю фон Ферсену Старшему, что он намеревается развестись с королевой из-за продатских заговоров и прелюбодеяния с риксродом Фредриком Риббингом, который, как было известно, ухаживал за ней, и датским посланником бароном Розенкроном, который переправлял письма от неё в Данию. Королева, как известно, развлекалась в обществе Риббинга, который развлекал её комплиментами, а однажды рассмешил её карикатурой на её старшей фрейлины, Анну Марию Ярне, которая, по некоторым сообщениям, сказала королю, что королева беременна и что «риксрод Риббинг — её фаворит». Король дал Ульрике Катарине Стромберг, которая была очень любима королевой, задание проверить заявления, сделанные Ярне. Стромберг сообщила, что она не осмелилась расспросить об этом саму королеву, но она выведала у её камер-фрейлины (швед. kammarfru) Шарлотты Хельман сведения, «которые почти не оставляли сомнений, тем более что самые ясные доказательства можно было обнаружить на постельном белье королевы». Аксель фон Ферсен Старший, однако, не советовал разводиться и заявил, что нет никаких других причин подозревать её в продатских настроениях, кроме её привязанности к своим датским служанкам Ингрид Марии Веннер и Хансен, и что вполне понятно удовольствие, которое королева, будучи пренебрегаема мужем, испытывала от комплиментов Риббинга, которое было недостаточным, чтобы заподозрить её в фактическом прелюбодеянии. В результате вся эта история ни к чему не привела. В 1775 году король якобы извинился перед королевой за то, что поверил рассказу Ярне. Анна Мария Ярне была заменена в своей должности на Ульрику Стрёмфельт в 1777 году.